# U.S. Route 270
La U.S. Route 270 (US 270) est une US Route auxiliaire de la US 70 parcourant 643 miles (1 035 km) depuis Liberal, Kansas jusqu'à White Hall, Arkansas. Elle parcourt le Kansas, l'Oklahoma et l'Arkansas passant par les villes d'Oklahoma City et McAlester, Oklahoma ainsi que Hot Springs, Arkansas.

## Description du tracé

### Kansas
La US 270 débute dans la partie sud-est de Liberal à une intersection avec la US 54 et la US 83. La US 270 se dirige vers le sud en multiplex avec la US 83. La route ne parcourt que 3 miles (4,80 km) au Kansas avant d'atteindre la frontière de l'Oklahoma.

### Oklahoma
La US 270 entre en Oklahoma et se dirige vers le sud. À la jonction avec la US 64 au nord de Turpin, elle quitte la US 83 et se dirige vers l'est jusqu'à Forgan en multiplex avec la US 64. Elle bifurque ensuite vers le sud et passe par Beaver. Au sud de la ville, elle rencontre la US 412. Les deux routes forment un multiplex jusqu'à Woodward, à l'est. À Woodward, la US 183 rejoint la US 270 jusqu'à Seiling, au sud-est. Là, la US 270 est rejoint par la US 281 et elles se dirigent vers le sud-est. Elles passent par Watonga, Greenfield et Geary, où elles se séparent. La US 270 continue vers l'est jusqu'à Calumet et vers le sud jusqu'à la jonction avec l'I-40. La US 270 rejoint l'I-40 pour traverser la région métropolitaine d'Oklahoma City en passant d'abord par les banlieues ouest d'El Reno et de Yukon pour ensuite entrer dans la ville. Elle passe ensuite par Del City, Midwest City et longe la  Tinker Air Force Base. La route quitte finalement l'I-40 à l'ouest de Shawnee.
La US 270 quitte l'autoroute et rejoint la US 177 vers le sud-est. Le multiplex prend fin à Tecumseh où la US 270 reprend la direction est. Elle se rend à Seminole et bifurque vers le sud-est. Elle passe par Wewoka, Holdenville et Horntown où elle rejoint la US 75 vers le sud jusqu'à Calvin. Là, elle continue vers l'est et passe par McAlester, Hartshorne, Wilburton, Red Oak et Wister. À Wister, elle se dirige vers le sud et le sud-est jusqu'à Heavener. Elle y rencontre la US 59 avec laquelle elle demeurera en multiplex pour le reste de son tracé en Oklahoma. La route quitte Heavener vers le sud et atteint la Forêt nationale d'Ouachita. Elle se dirige ensuite vers l'est pour atteindre la frontière de l'Arkansas.

### Arkansas
La US 270 entre en Arkansas en multiplex avec la US 59. Elle atteint Acorn, vers l'est, où elle rencontre la US 71. Les deux routes forment un multiplex vers le nord jusqu'à Y City où elles se séparent et la US 270 continue vers l'est. Elle passe par Pencil Bluff et Mount Ida avant d'arriver à Hot Springs. En entrant dans la ville, la US 270 rencontre la US 70 et les routes traversent la ville en multiplex. La US 270 quitte la US 70 au sud-est de la ville et prend la direction de Malvern, où elle rencontre l'I-30. Un court multiplex a lieu entre les deux routes et la US 270 passe à l'est de Malvern. Elle continue vers l'est et passe par Poyen, Prattsville et Sheridan avant d'atteindre la région de Pine Bluff. Elle prend fin à la jonction avec l'I-530 / US 65 à White Hall au nord-ouest de Pine Bluff. La route se continue au-delà de l'échangeur comme Sheridan Road.

## Intersections majeures
Kansas
 US 54 / US 83 à Liberal. La US 83 / US 270 forment un multiplex jusqu'au nord de Turpin, OK.
Oklahoma
 US 64 près de Turpin. Les routes forment un multiplex jusqu'à l'est de Forgan.
 US 412 près de Beaver. Les routes forment un multiplex jusqu'à Woodward.
 US 283 près de Laverne
 US 183 à Fort Supply. Les routes forment un multiplex jusqu'à Seiling.
 US 60 / US 281 à Seiling. La US 60 / US 270 forment un multiplex dans la ville. La US 270 / US 281 forment un multiplex jusqu'à Geary.
 I-40 près d'El Reno. Les routes forment un multiplex jusqu'à Shawnee.
 US 81 à El Reno
 I-344 à Oklahoma City
 I-44 à Oklahoma City
 I-35 / I-235 / US 62 / US 77 à Oklahoma City. L'I-35 / US 62 / US 270 forment un multiplex dans la ville.
 I-240 à Oklahoma City
 I-335 à Oklahoma City
 US 177 à Shawnee. Les routes forment un multiplex jusqu'à Tecumseh.
 US 377 à Seminole
 US 75 à Horntown. Les routes forment un multiplex jusqu'à Calvin.
 US 69 à McAlester
 US 271 près de Fanshawe. Les routes forment un multiplex jusqu'à Wister.
 US 59 à Heavener. Les routes forment un multiplex jusqu'à Acorn, AK.
 US 259 près de Heavener
Arkansas
 US 71 à Acorn. Les routes forment un multiplex jusqu'à Y City.
 US 70 à Hot Springs. Les routes forment un multiplex dans la ville.
 I-30 à Malvern. Les routes forment un multiplex dans la ville.
 US 67 à Malvern
 US 167 à Sheridan
 I-530 / US 65 à White Hall